# Villa Altagracia (kommun)
Villa Altagracia är en kommun i Dominikanska republiken. Den ligger i provinsen San Cristóbal, i den centrala delen av landet, 30 km nordväst om huvudstaden Santo Domingo. Antalet invånare 
i kommunen är cirka 84 000.
Terrängen i Villa Altagracia är kuperad åt sydost, men åt nordväst är den bergig.